# Miami Open 2023
Miami Open 2023, oficiálně Miami Open presented by Itaú 2023, byl společný tenisový turnaj mužského okruhu ATP Tour a ženského okruhu WTA Tour hraný v areálu Hard Rock Stadium na otevřených dvorcích s tvrdým povrchem Laykold. Třicátý osmý ročník Miami Masters probíhal mezi 21. březnem až 2. dubnem 2023 ve floridském Miami Gardens, městě miamské metropolitní oblasti.
Mužská polovina dotovaná 8 800 000 dolarů se řadila do kategorie ATP Tour Masters 1000. Ženská část se shodným rozpočtem 8,8 milionů dolarů patřila do kategorie WTA 1000. Generálním sponzorem byl poosmé bankovní dům Itaú. Nejvýše nasazenými singlisty se staly světové jedničky obhajující tituly, Španěl Carlos Alcaraz a Polka Iga Świąteková, která však před rozehráním odstoupila pro bolest žeber. Jako poslední přímí účastníci do dvouher nastoupili 89. hráč žebříčku Denis Kudla ze Spojených států a 76. žena klasifikace Anna Bondárová z Maďarska. V důsledku invaze Ruska na Ukrajinu na konci února 2022 řídící organizace tenisu ATP, WTA a ITF s grandslamy rozhodly, že ruští a běloruští tenisté mohli dále na okruzích startovat, ale do odvolání nikoli pod vlajkami Ruska a Běloruska.
Devatenáctý singlový titul na okruhu ATP Tour a pátý v sérii Masters vybojoval 27letý Daniil Medveděv. Od února 2023 postoupil do pátého finále v řadě a čtyři z nich ovládl. Jubilejní třicátou singlovou trofej na okruhu WTA Tour a devátou v kategorii WTA 1000 vyhrála 33letá Petra Kvitová, která se stala druhou nejstarší a první českou šampionkou Miami Open. Poprvé od září 2021 se vrátila do elitní světové desítky, kterou v následném vydání žebříčku uzavírala. Druhý společný triumf v mužském deblu si odvezl Francouz Édouard Roger-Vasselin se Santiagem Gonzálezem, jenž pronikl do miamských finálových bojů jako první Mexičan. V ženské čtyřhře zvítězila druhá světová dvojice Coco Gauffová a Jessica Pegulaová, pro něž to byl pátý společný titul a třetí v kategorii WTA 1000. V Miami se staly první ryze americkým párem šampionek od triumfu Fernandezové s Garrisonovou v roce 1991.

## Rozdělení bodů a finančních odměn

### Rozdělení bodů
| Soutěž       | Soutěž       | vítězové | finalisté | semifinalisté | čtvrtfinalisté | 16 v kole | 32 v kole | 64 v kole | 96 v kole | Q  | Q2 | Q1 |
| ------------ | ------------ | -------- | --------- | ------------- | -------------- | --------- | --------- | --------- | --------- | -- | -- | -- |
| dvouhra mužů | [ 2 ] [ 10 ] | 1000     | 600       | 360           | 180            | 90        | 45        | 25        | 10        | 16 | 8  | 0  |
| čtyřhra mužů | [ 11 ]       | 1000     | 600       | 360           | 180            | 90        | 0         | —         | —         | —  | —  | —  |
| dvouhra žen  | [ 3 ] [ 12 ] | 1000     | 650       | 390           | 215            | 120       | 65        | 35        | 10        | 30 | 20 | 2  |
| čtyřhra žen  | [ 13 ]       | 1000     | 650       | 390           | 215            | 120       | 10        | —         | —         | —  | —  | —  |

### Finanční odměny
| Soutěž                                  | Soutěž       | vítězové    | finalisté | semifinalisté | čtvrtfinalisté | 16 v kole | 32 v kole | 64 v kole | 96 v kole | Q2      | Q1      |
| --------------------------------------- | ------------ | ----------- | --------- | ------------- | -------------- | --------- | --------- | --------- | --------- | ------- | ------- |
| dvouhra mužů                            | [ 2 ] [ 10 ] | 1 262 220 $ | 662 360 $ | 352 635 $     | 184 465 $      | 96 955 $  | 55 770 $  | 30 885 $  | 18 660 $  | 9 440 $ | 5 150 $ |
| dvouhra žen                             | [ 3 ] [ 12 ] | 1 262 220 $ | 662 360 $ | 352 635 $     | 184 465 $      | 96 955 $  | 55 770 $  | 30 885 $  | 18 660 $  | 9 440 $ | 5 150 $ |
| čtyřhra mužů                            | [ 11 ]       | 436 730 $   | 231 660 $ | 123 550 $     | 62 630 $       | 33 460 $  | 18 020 $  | —         | —         | —       | —       |
| čtyřhra žen                             | [ 13 ]       | 436 730 $   | 231 660 $ | 123 550 $     | 62 630 $       | 33 460 $  | 18 020 $  | —         | —         | —       | —       |
| ve čtyřhrách jsou částky uvedeny na pár |              |             |           |               |                |           |           |           |           |         |         |

## Dvouhra mužů

### Nasazení
| Stát                           | Hráč                        | ATP | Nasazení |
| ------------------------------ | --------------------------- | --- | -------- |
| Španělsko                      | Carlos Alcaraz              | 1.  | 1.       |
| Řecko                          | Stefanos Tsitsipas          | 3.  | 2.       |
| Norsko                         | Casper Ruud                 | 4.  | 3.       |
|                                | Daniil Medveděv             | 5.  | 4.       |
| Kanada                         | Félix Auger-Aliassime       | 6.  | 5.       |
|                                | Andrej Rubljov              | 7.  | 6.       |
| Dánsko                         | Holger Rune                 | 8.  | 7.       |
| Polsko                         | Hubert Hurkacz              | 9.  | 8.       |
| USA                            | Taylor Fritz                | 10. | 9.       |
| Itálie                         | Jannik Sinner               | 11. | 10.      |
| Spojené království             | Cameron Norrie              | 12. | 11.      |
| USA                            | Frances Tiafoe              | 14. | 12.      |
| Německo                        | Alexander Zverev            | 15. | 13.      |
|                                | Karen Chačanov              | 16. | 14.      |
| Austrálie                      | Alex de Minaur              | 18. | 15.      |
| USA                            | Tommy Paul                  | 19. | 16.      |
| Chorvatsko                     | Borna Ćorić                 | 20. | 17.      |
| Itálie                         | Lorenzo Musetti             | 21. | 18.      |
| Itálie                         | Matteo Berrettini           | 23. | 19.      |
| Španělsko                      | Alejandro Davidovich Fokina | 25. | 20.      |
| Bulharsko                      | Grigor Dimitrov             | 27. | 21.      |
| Španělsko                      | Roberto Bautista Agut       | 28. | 22.      |
| Spojené království             | Daniel Evans                | 29. | 23.      |
| Kanada                         | Denis Shapovalov            | 30. | 24.      |
| Argentina                      | Francisco Cerúndolo         | 31. | 25.      |
| Nizozemsko                     | Botic van de Zandschulp     | 32. | 26.      |
| Argentina                      | Sebastián Báez              | 33. | 27.      |
| Japonsko                       | Jošihito Nišioka            | 34. | 28.      |
| Srbsko                         | Miomir Kecmanović           | 35. | 29.      |
| USA                            | Maxime Cressy               | 37. | 30.      |
| Argentina                      | Diego Schwartzman           | 38. | 31.      |
| USA                            | Ben Shelton                 | 39. | 32.      |
| Žebříček ATP k 20. březnu 2023 |                             |     |          |

### Jiné formy účasti

#### Divoké karty
- Zizou Bergs
- Taró Daniel
- Emilio Nava
- Šang Ťün-čcheng
- Dominic Thiem

#### Žebříčková ochrana
- Kyle Edmund
- Gaël Monfils
- Guido Pella

#### Kvalifikanti
Podrobnější informace naleznete v článkové sekci Kvalifikace.
- Daniel Altmaier
- Nuno Borges
- Christopher Eubanks
- Cristian Garín
- Pavel Kotov
- Felipe Meligeni Alves
- Benoît Paire
- Roman Safiullin
- Jan-Lennard Struff
- Jordan Thompson
- Aleksandar Vukic
- Josuke Watanuki

#### Šťastní poražení
- Thanasi Kokkinakis
- Aleksandar Kovacevic
- Christopher O'Connell

### Odhlášení
- Benjamin Bonzi → nahradil jej  Ugo Humbert
- Jenson Brooksby → nahradil jej  Thiago Monteiro
- Pablo Carreño Busta → nahradil jej  Alexei Popyrin
- Marin Čilić → nahradil jej   Ilja Ivaška
- Novak Djoković → nahradil jej  Daniel Elahi Galán
- Jack Draper → nahradil jej  Christopher O'Connell
- David Goffin → nahradil jej  Márton Fucsovics
- Tallon Griekspoor → nahradil jej  Facundo Bagnis
- Sebastian Korda → nahradil jej  Denis Kudla
- Filip Krajinović → nahradil jej  Thanasi Kokkinakis
- Kwon Sun-u → nahradil jej  Fabio Fognini
- Nick Kyrgios → nahradil jej  Oscar Otte
- Constant Lestienne → nahradil jej  Aleksandar Kovacevic
- Corentin Moutet → nahradil jej  Dušan Lajović
- Rafael Nadal → nahradil jej  Juan Pablo Varillas

## Mužská čtyřhra

### Nasazení
| Stát                                                                                    | Hráč              | Stát               | Hráč              | ATP | Nasazení |
| --------------------------------------------------------------------------------------- | ----------------- | ------------------ | ----------------- | --- | -------- |
| Nizozemsko                                                                              | Wesley Koolhof    | Spojené království | Neal Skupski      | 2.  | 1.       |
| USA                                                                                     | Rajeev Ram        | Spojené království | Joe Salisbury     | 7.  | 2.       |
| Chorvatsko                                                                              | Nikola Mektić     | Chorvatsko         | Mate Pavić        | 11. | 3.       |
| Salvador                                                                                | Marcelo Arévalo   | Nizozemsko         | Jean-Julien Rojer | 14. | 4.       |
| Spojené království                                                                      | Lloyd Glasspool   | Finsko             | Harri Heliövaara  | 25. | 5.       |
| Indie                                                                                   | Rohan Bopanna     | Austrálie          | Matthew Ebden     | 29. | 6.       |
| Španělsko                                                                               | Marcel Granollers | Argentina          | Horacio Zeballos  | 32. | 7.       |
| Monako                                                                                  | Hugo Nys          | Polsko             | Jan Zieliński     | 34. | 8.       |
| Žebříček ATP k 20. březnu 2023; číslo je součtem žebříčkového postavení obou členů páru |                   |                    |                   |     |          |

### Jiné formy účasti

#### Divoké karty
- Martin Damm /  Šang Ťün-čcheng
- Marcelo Demoliner /  Christopher Eubanks
- Marcos Giron /  J. J. Wolf

### Náhradníci
- Gonzalo Escobar /  Fabien Reboul

### Odhlášení
- Pablo Carreño Busta /  Jaume Munar → nahradili je  Jaume Munar /  Bernabé Zapata Miralles
- Ivan Dodig /  Austin Krajicek → nahradili je  Austin Krajicek /  Nicolas Mahut
- Hubert Hurkacz /  John Isner → nahradili je  Gonzalo Escobar /  Fabien Reboul

## Ženská dvouhra

### Nasazení
| Stát                           | Hráčka                   | WTA | Nasazení |
| ------------------------------ | ------------------------ | --- | -------- |
| Polsko                         | Iga Świąteková           | 1.  | 1.       |
|                                | Aryna Sabalenková        | 2.  | 2.       |
| USA                            | Jessica Pegulaová        | 3.  | 3.       |
| Tunisko                        | Ons Džabúrová            | 5.  | 4.       |
| Francie                        | Caroline Garciaová       | 4.  | 5.       |
| USA                            | Coco Gauffová            | 6.  | 6.       |
| Řecko                          | Maria Sakkariová         | 10. | 7.       |
|                                | Darja Kasatkinová        | 8.  | 8.       |
| Švýcarsko                      | Belinda Bencicová        | 9.  | 9.       |
| Kazachstán                     | Jelena Rybakinová        | 7.  | 10.      |
|                                | Veronika Kuděrmetovová   | 11. | 11.      |
|                                | Ljudmila Samsonovová     | 15. | 12.      |
| Brazílie                       | Beatriz Haddad Maiová    | 14. | 13.      |
|                                | Viktoria Azarenková      | 16. | 14.      |
| Česko                          | Petra Kvitová            | 12. | 15.      |
| Česko                          | Barbora Krejčíková       | 13. | 16.      |
| Česko                          | Karolína Plíšková        | 17. | 17.      |
|                                | Jekatěrina Alexandrovová | 18. | 18.      |
| USA                            | Madison Keysová          | 21. | 19.      |
| Polsko                         | Magda Linetteová         | 19. | 20.      |
| Španělsko                      | Paula Badosová           | 29. | 21.      |
| Chorvatsko                     | Donna Vekićová           | 20. | 22.      |
| Čína                           | Čeng Čchin-wen           | 23. | 23.      |
| Lotyšsko                       | Jeļena Ostapenková       | 22. | 24.      |
| Itálie                         | Martina Trevisanová      | 24. | 25.      |
| Čína                           | Čang Šuaj                | 27. | 26.      |
|                                | Anastasija Potapovová    | 26. | 27.      |
| Ukrajina                       | Anhelina Kalininová      | 28. | 28.      |
| Chorvatsko                     | Petra Martićová          | 41. | 29.      |
| USA                            | Danielle Collinsová      | 30. | 30.      |
| Česko                          | Marie Bouzková           | 36. | 31.      |
| Čína                           | Ču Lin                   | 40. | 32.      |
| Žebříček WTA k 20. březnu 2023 |                          |     |          |

### Jiné formy účasti

#### Divoké karty
- Erika Andrejevová
- Hailey Baptisteová
- Fernanda Contrerasová Gómezová
- Alex Ealová
- Brenda Fruhvirtová
- Victoria Jiménezová Kasintsevová
- Ashlyn Kruegerová
- Robin Montgomeryová

#### Žebříčková ochrana
- Sofia Keninová
- Jevgenija Rodinová
- Taylor Townsendová
- Markéta Vondroušová

#### Kvalifikantky
Podrobnější informace naleznete v článkové sekci Kvalifikace.
- Mirjam Björklundová
- Lesja Curenková
- Anna-Lena Friedsamová
- Viktorija Golubicová
- Varvara Gračovová
- Nao Hibinová
- Storm Hunterová
- Tereza Martincová
- Karolína Muchová
- Katherine Sebovová
- Anna Karolína Schmiedlová
- Laura Siegemundová

#### Šťastné poražené
- Magdalena Fręchová
- Julia Grabherová
- Viktorija Tomovová

### Odhlášení
před zahájením turnaje
- Alizé Cornetová → nahradila ji  Taylor Townsendová
- Lauren Davisová → nahradila ji  Viktorija Tomovová
- Anett Kontaveitová → nahradila ji  Maryna Zanevská
- Camila Osoriová → nahradila ji  Emma Raducanuová
- Alison Riskeová-Amritrajová → nahradila ji  Madison Brengleová
- Patricia Maria Țigová → nahradila ji  Anna Bondárová
- Alison Van Uytvancková → nahradila ji  Tamara Korpatschová

v průběhu turnaje
- Čang Šuaj → nahradila ji  Magdalena Fręchová
- Iga Świąteková → nahradila ji  Julia Grabherová

## Ženská čtyřhra

### Nasazení
| Stát                                                                                     | Hráčka                      | Stát       | Hráčka             | WTA | Nasazení |
| ---------------------------------------------------------------------------------------- | --------------------------- | ---------- | ------------------ | --- | -------- |
| Česko                                                                                    | Barbora Krejčíková          | Česko      | Kateřina Siniaková | 3.  | 1.       |
| USA                                                                                      | Coco Gauffová               | USA        | Jessica Pegulaová  | 8.  | 2.       |
| Ukrajina                                                                                 | Ljudmyla Kičenoková         | Lotyšsko   | Jeļena Ostapenková | 18. | 3.       |
| USA                                                                                      | Desirae Krawczyková         | Nizozemsko | Demi Schuursová    | 22. | 4.       |
| Čína                                                                                     | Sü I-fan                    | Čína       | Jang Čao-süan      | 25. | 5.       |
| Austrálie                                                                                | Storm Hunterová             | Belgie     | Elise Mertensová   | 27. | 6.       |
| Brazílie                                                                                 | Beatriz Haddad Maiová       | Mexiko     | Giuliana Olmosová  | 33. | 7.       |
| USA                                                                                      | Nicole Melichar-Martinezová | Austrálie  | Ellen Perezová     | 35. | 8.       |
| Kanada                                                                                   | Gabriela Dabrowská          | Brazílie   | Luisa Stefaniová   | 36. | 9.       |
| Žebříček WTA k 20. březnu 2023; číslo je součtem žebříčkového postavení obou členek páru |                             |            |                    |     |          |

### Jiné formy účasti

#### Divoké karty
- Danielle Collinsová /  Peyton Stearnsová
- Brenda Fruhvirtová /  Linda Fruhvirtová
- Makenna Jonesová /  Sloane Stephensová

#### Žebříčková ochrana
- Kirsten Flipkensová /  Bethanie Matteková-Sandsová
- Sofia Keninová /  Nadija Kičenoková

#### Náhradnice
- Jekatěrina Alexandrovová /  Tereza Mihalíková
- Irina-Camelia Beguová /  Anhelina Kalininová

#### Odhlášení
- Barbora Krejčíková /  Kateřina Siniaková → nahradily je   Jekatěrina Alexandrovová /  Tereza Mihalíková
- Makoto Ninomijová /  Čeng Saj-saj → nahradily je  Irina-Camelia Beguová /  Anhelina Kalininová

## Přehled finále

### Mužská dvouhra
- Daniil Medveděv vs.  Jannik Sinner, 7–5, 6–3

### Ženská dvouhra
- Petra Kvitová vs.  Jelena Rybakinová, 7–6(16–14), 6–2

### Mužská čtyřhra
- Santiago González /  Édouard Roger-Vasselin vs.  Austin Krajicek /  Nicolas Mahut, 7–6(7–4), 7–5

### Ženská čtyřhra
- Coco Gauffová /  Jessica Pegulaová vs.  Leylah Fernandezová /  Taylor Townsendová, 7–6(8–6), 6–2